# Ходски Ујезд
Ходски Ујезд (чеш. Chodský Újezd) је насељено мјесто са административним статусом сеоске општине (чеш. obec) у округу Тахов, у Плзењском крају, Чешка Република.

## Становништво
Према подацима о броју становника из 2014. године насеље је имало 768 становника.